# Демијург
Демијург (грч: δημιουργός демиургос - „обичан радник“; од демос - обичан народ + ергос - рад) је Творац, градитељ света. Реч демијург се првобитно употребљавала у значењу мајстора, који обавља услуге народу и уопште градитеља, неимара.
Код Платона, то је божанство које ствара свет помоћу идеја и материје. Стога је демијург за Платона „отац свих ствари“.
У раном хришћанству посланици апостола Павла 11,10 наилазимо на ту реч, где се њоме назива стваралачка делатност Господња.
Папа Клемент први, описујући ред и поредак у свемиру, каже да се све покорава одредбама што их је дао "велики Демиург и Господар (деспотес) свега".
Говорећи о Евхаристији, Иринеј Лионски крајем 2. столећа каже да херетици морају признати да је Бог Отац истоветан Демиургу или морају напустити Евхаристију. Иринеј појашњава да католичка Црква једина одаје почаст Демијургу, приносећи му уз исказивање захвале оно што је од његова стварања, док херетици то не чине. Један од њих, Маркион, тврди да је истински Отац различит од Демијурга, па кад му приносе створене дарове, као да тврде да је жељан туђег. Гностици пак тврде да је свијет настао као посљедица отпада и незнања, те Иринеј закључује да они вријеђају свога Оца кад му приносе »плодове отпада и незнања.
Код гностика је Демијург подређен вишем божанству. У гностичким системима Демијург је биће које посредује између Бога и света и које учествује у стварању света. Увек је у вези с уверењем да свет мора имати свога Творца.
Према Гностичким митовима Софија(знање) је његова мајка.
Уз његову помоћ се свет могао проматрати дуалистички, а могло се коначно и одговорити на питање како је један добри Бог могао створити један тако зао свет (Теодицеја). Док је Бог дакле неограничено добар, један несавршени зли Демиург је створио несавршени свет. За гностике је тај зли Бог идентичан богу Старог завета, који људе оставља у стању незнања и у материјалном свету, те њихове напоре за стицањем знања и увида кажњава. И Демиургов створени свет као и он сам, требају спасење, јер су усидрени у несавршенству, тј.греху.